# Patuljasti bambus
Patuljasti bambus (lat. Sasa) biljni rod iz porodice trava raširen po istočnoj i južnoj Kini pa do Hainana i Koreje, i od Japana do Sahalina. Priznato je četrdesetak vrsta.

## Vrste
1. Sasa cernua Makino
2. Sasa chartacea (Makino) Makino & Shibata
3. Sasa elegantissima Koidz.
4. Sasa fugeshiensis Koidz.
5. Sasa gracillima Nakai
6. Sasa guangdongensis W.T.Lin & X.B.Ye
7. Sasa guangxiensis C.D.Chu & C.S.Chao
8. Sasa hainanensis C.D.Chu & C.S.Chao
9. Sasa hayatae Makino
10. Sasa heterotricha Koidz.
11. Sasa hibaconuca Koidz.
12. Sasa kagamiana Makino & Uchida
13. Sasa kurilensis (Rupr.) Makino & Shibata
14. Sasa kurokawana Makino
15. Sasa longiligulata McClure
16. Sasa magnifica (Nakai) Sad.Suzuki
17. Sasa magninoda T.H.Wen & G.L.Liao
18. Sasa megalophylla Makino & Uchida
19. Sasa miakeana Sad.Suzuki
20. Sasa minensis Sad.Suzuki
21. Sasa nipponica (Makino) Makino & Shibata
22. Sasa oblongula C.H.Hu
23. Sasa occidentalis Sad.Suzuki
24. Sasa palmata (Burb.) E.G.Camus
25. Sasa pubens Nakai
26. Sasa pubiculmis Makino
27. Sasa pulcherrima Koidz.
28. Sasa rubrovaginata C.H.Hu
29. Sasa samaniana Miyabe & Kudô
30. Sasa scytophylla Koidz.
31. Sasa senanensis (Franch. & Sav.) Rehder
32. Sasa septentrionalis Makino
33. Sasa shimidzuana Makino
34. Sasa subglabra McClure
35. Sasa subvillosa Sad.Suzuki
36. Sasa suzukii Nakai
37. Sasa takizawana Makino & Uchida
38. Sasa tatewakiana Makino
39. Sasa tenuifolia Nakai
40. Sasa tokugawana Makino
41. Sasa tomentosa C.D.Chu & C.S.Chao
42. Sasa tsuboiana Makino
43. Sasa tsukubensis Nakai
44. Sasa veitchii (Carrière) Rehder
45. Sasa yahikoensis Makino